# Landesregierung Atli Dam II

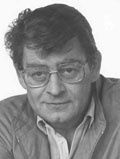
Atli Dam

Die zweite Landesregierung mit Atli Dam als Ministerpräsident an der Spitze war die neunte Regierung der Färöer nach Erlangung der inneren Selbstverwaltung (heimastýri) im Jahr 1948. 

## Regierung
Die Regierung bestand vom 11. Januar 1975 bis zum 23. Januar 1979.
Es war eine Dreierkoalition, die sich aus Javnaðarflokkurin, Tjóðveldisflokkurin und Fólkaflokkurin zusammensetzte. Zudem war sie erste färöische Regierung, die sechs Minister mit festen Aufgabenbereichen umfasste.
Atli Dam vom Javnaðarflokkurin führte als Ministerpräsident die Regierung an.
Dazu war er noch für Auswärtiges zuständig.
Finnbogi Ísakson vom Tjóðveldisflokkurin war stellvertretender Ministerpräsident sowie Minister für Bildung, Wohnungsbau und Verkehr.
Jacob Lindenskov vom Javnaðarflokkurin war Minister für Gesundheit, Industrie und Justiz,
Petur Reinert vom Tjóðveldisflokkurin war Minister für Fischerei und Kommunales, Demmus Hentze vom Fólkaflokkurin Minister für Finanzen und schließlich Dánjal Pauli Danielsen vom Fólkaflokkurin Minister für Handel, Landwirtschaft und Kultur.

## Mitglieder
Mitglieder der Landesregierung Atli Dam II vom 11. Januar 1975 bis 23. Januar 1979:
| Aufgabenbereich                                                | Minister               | Minister | Partei |
| -------------------------------------------------------------- | ---------------------- | -------- | ------ |
| Ministerpräsident (Løgmaður) Auswärtiges                       | Atli Dam               |          | C      |
| Stellvertr. Ministerpräsident Bildung, Wohnungsbau und Verkehr | Finnbogi Ísakson       |          | E      |
| Gesundheit, Industrie und Justiz                               | Jacob Lindenskov       |          | C      |
| Fischerei und Kommunales                                       | Petur Reinert          |          | E      |
| Finanzen                                                       | Demmus Hentze          |          | A      |
| Handel, Landwirtschaft und Kultur                              | Dánjal Pauli Danielsen |          | A      |